# Бич Божий (роман)
«Бич Бо́жий» — незавершённый исторический роман Евгения Ивановича Замятина 1935 года.

## История создания
В 1917 году зародилось общественно-литературное движение «Скифство», к коему примкнул Замятин.
В мае 1919 года на заседании «Секции исторических картин» М. Горький предложил тему «Гунны — приём Атиллой римских послов».
Тема гуннов-варваров, эпоха падения Римской Империи были интересны Е. И. Замятину, поскольку он видел параллели между историей V века и историей, творившейся у него на глазах.
В середине 1920-х годов писатель начал создание романа, о чём свидетельствуют письма Ярмолинскому: 
«Запад и восток. Западная культура, поднявшаяся до таких вершин, где она уже попадает в безвоздушное пространство, и новая, буйная, дикая сила, идущая с Востока, через наши скифские степи. Вот тема, которая меня сейчас занимает: тема наша, сегодняшняя, и тема, которую я слышу в очень как будто далекой от нас эпохе <...>[Замятин: 1990: стр. 518-519]».
В письме от 11 марта 1925 года Е. И. Замятин сообщал, что намерен продолжать работу «над большой повестью, начатой ещё осенью».
Этой работе писатель посвятил 12 лет, которые окончились его смертью в 1937 году.
В 1932—1936 годах были опубликованы главы, написанные им во Франции.
В 1939 году состоялась первая публикация в Париже под заголовком «Бич Божий».
Помимо опубликованного текста, доступны также черновая запись романа «Бич Божий» и 2 плана:
1. первый план романа от 1926 года и
2. второй план романа «Скифы».

Важной для изучения истории создания неоконченного романа, является трагедия   «Атилла», законченная в 1928 году и опубликованная в 1950 году в Нью-Йорке в «Новом журнале».Трапезникова С.М.

## Сюжет
В своём историческом романе «Бич Божий» Евгений Замятин ярко, увлекательно описывает приключения юного Атиллы (V век), будущего легендарного предводителя гуннов и великого завоевателя, прозванного Бичём Божиим.
 Уже в свои детские годы он проявил крутой нрав, несокрушимую волю и призвание властвовать.
Оказавшись в Риме в качестве заложника ещё мальчишкой, он вырывается из плена с твёрдым намерением когда-нибудь вернуться сюда, но уже с бесчисленным войском…